# Sanctuary Records
O Sanctuary Records  é a maior gravadora independente do Reino Unido, e um dos mais importantes do mundo. Está dividido em vários ramos inclusive a Metal-Is Records.
Foi fundada em 1979, por Rod Smallwood e Andy Taylor, e entre os primeiros grupos inclui  a banda de heavy metal Iron Maiden. O nome deriva da sua canção chamada "Sanctuary".
Em junho de 2007 a Sanctuary Records foi adquirida pelo Universal Music Group que pertence ao grupo Vivendi.
A empresa mantém os labels:
- Attack Records
- Castle Music (Castle Records/Castle Communications)
- Noise Records
- RAS (Real Authentic Sound) Records
- Trojan Records[2]